# معركتي المذار وحروراء
معركتي المذار وحروراء هما معركتين حدثتا عام 67 هـ وانتهتا في نفس العام بانتصار الزبيريين ومقتل المختار الثقفي، وقعت المعركة الأولى في بدء الأمر في المذار بالقرب من البصرة ثم أنتقلت إلى حروراء بالقرب من الكوفة وقد وقف إلى جانب الزبيريين في المعركة بعض الذين هربوا من المختار وبعض الذين شاركوا في قتل الإمام الحسين مثل محمد بن الأشعث.

## الموقع
كانت المذار مدينة على الطريق العسكري بين الكوفة والبصرة، وتقع على طول ضفة أحد روافد نهر دجلة، وتقع على بعد 320 كيلومترًا (200 ميل) جنوب شرق الكوفة و65 كيلومترًا (40 ميلًا) شمال البصرة. كانت حروراء قرية أو منطقة بالقرب من الكوفة. واستنادًا إلى وصف الجغرافي ياقوت الحموي في القرن الثالث عشر، حدد المؤرخ مايكل فيشباين موقعها على بعد حوالي 3 كيلومترات (1.9 ميل) جنوب الكوفة. ووفقًا للمصادر التي تعود إلى العصور الوسطى، كانت حروراء تقع إما على ضفاف نهر الفرات أو إحدى قنواته خلال فترة ما قبل الإسلام وحتى القرن السابع. وبحلول القرن التاسع، وُصفت بأنها تقع في الصحراء. وخلصت المؤرخة لورا فيشيا فاجلييري إلى أن هذا يعني أن النظام الهيدروغرافي للمنطقة قد خضع على الأرجح لتحول.

## ما قبل الحرب
كان عبد الله بن الزبير يريد ضم العراق إلى خلافته وكان المختار حاكما عليه في تلك الفترة والذي كان يوشك على قتل عبيد الله بن زياد، قبل أن يلاحق آخر فئة تبقت من قتلة الإمام الحسين والذين كانوا قد ألتحقوا بجيش مصعب الذي كان يستعد لمواجهة المختار، وبعد معركة الخازر التي أبعدت خطر الدولة الأموية عن المختار الثقفي وقواته كان مصعب أنهى استعداداته للحرب ولكن العلويون كانوا يريدون صلحا بدل الحرب ولكن بعد احتجاز الزبيريون لمحمد بن الحنفية أرسل المختار تهديدا لابن الزبير بأنه إذا تعرض ابن الحنفية لأذى سوف تُهاجم البصرة وتبدء الحرب فقامت مجموعة من الحجاج البسطاء باقتحام الحراسات الزبيرية على ابن الحنفية بدون أسلحة وأرساله إلى مكان آمن.

## بعد الحرب
أصبحت البصرة مؤمنة وتم السيطرة على الكوفة وبسبب امتداد أراضي دولة المختار فقد صارت المدائن ومدن أخرى بينها وبين الكوفة تابعة لخلافة الزبير وبسبب اتفاق إبراهيم بن الأشتر النخعي مع مصعب بن الزبير فقد أصبحت المدن الأخرى مثل الموصل وتبريز ضمن مناطق خلافة الزبير. في الواقع، أصبح العراق كله تحت سيطرة الدولة الزبيرية بعد الحرب.
ولم يستمر حكم الزبير بعد الحرب طويلا حيث أستعاد الأمويون السيطرة على العراق مجددا في عام 72 هـ وقاموا بقتل مصعب بن الزبير ومن معه.